# Codex Laud

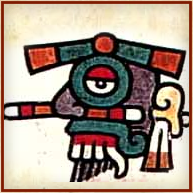

De Codex Laud (of Laudianus; categorisering onder MS. Laud Misc. 678, in de Bodleian Library, Universiteit van Oxford, niet te verwarren met de Codex Laudianus) is een belangrijk 16e-eeuws manuscript die geassocieerd wordt met William Laud: een Engelse aartsbisschop die de laatste eigenaar was van deze oude Mexicaanse codex.
De codex is onderdeel van de Borgiagroep, en is een manuscript dat hoofdzakelijk uit afbeeldingen bestaat. Het heeft in totaal 24 bladen die 48 pagina's vormen. De codex komt uit Centraal-Mexico en dateert uit de tijd voor de Spaanse verovering. Het is niet meer compleet, een gedeelte is verloren gegaan.
De codex is gepubliceerd, met een introductie door C. A. Burland, in Volume XI van CODICES SELECTI van de Akademische Druck- u. Verlagsanstalt, Graz.
In zijn inhoud is de codex vergelijkbaar met de Codex Bodley en de Codex Borgia.